# Distenia viridicyanea
Distenia viridicyanea är en skalbaggsart som först beskrevs av Thomson 1864.  Distenia viridicyanea ingår i släktet Distenia och familjen långhorningar. Inga underarter finns listade i Catalogue of Life.